# 梅詢
梅詢（964年—1041年），字昌言，宣城人，進士出身，是宛陵先生梅堯臣的叔父。
梅詢於端拱二年（989年）中進士，試校書郎、利豐監判官，遷將作監丞、知杭州仁和縣，又遷著作佐郎，舉御史臺推勘官。咸平三年（1000年），在崇政殿與考進士，宋真宗一見以為奇材，於是召試中書，直集賢院。當時，契丹多次進攻靈州，梅詢上書建議將朔方郡授予潘羅支，但由潘羅支自行攻取，是為以夷制夷之策，真宗同意，問誰可出使潘羅支，梅詢請纓出使，真宗不欲梅詢冒險，梅詢說：「如果能救活靈州及停止西面戰事，犧牲我又有何足惜！」真宗於是派遣梅詢出使溜羅支，但梅詢未到靈州便已失陷。梅詢於是被召還，遷太常丞、三司戶部判官。
梅詢因斷案失實，出為杭州通判，徙知蘇州，又徙兩浙轉運使，還判三司開拆司，遷太常博士，再遷祠部員外郎。後來又受牽連，出知濠州。以刑部員外郎為荊湖北路轉運使。大中祥符六年（1013年），因曾擅將驛馬與人奔喪，不幸馬死而坐罪，通判襄州。後徙知鄂州，又徙蘇州。天禧元年（1017年），梅詢再為刑部員外郎、陝西轉運使，遷工部郎中。因朱能造反，梅詢又受牽連，被貶懷州團練副使，再貶池州。天聖元年（1023年），拜為度支員外郎、知廣德軍，徙知楚州，遷兵部員外郎、知壽州，又知陝府。
天聖六年（1028年），復直集賢院，又遷工部郎中，改直昭文館、知荊南府，召為龍圖閣待制，糾察在京刑獄，判流內銓。改龍圖閣直學士、知并州，未行，遷兵部郎中、樞密直學士以往，就遷右諫議大夫，入知通進銀台司，復判流內銓，改翰林侍讀學士、群牧使，遷給事中、知審官院。以疾出知許州，康定二年（1041年），卒於官，宋仁宗 贈賻優恤，加得臣殿中丞、清臣衛尉寺丞。

## 子女
- 梅鼎臣，官至殿中丞
- 梅寶臣
- 梅得臣，太子中舍
- 梅輔臣，前將作監丞
- 梅清臣，大理評事

## 延伸阅读
[在维基数据编辑]
 《宋史·卷301》，出自脱脱《宋史》